# 1815 en santé et médecine
| Années de la santé et de la médecine : 1812 - 1813 - 1814 - 1815 - 1816 - 1817 - 1818    |
| Décennies de la santé et de la médecine : 1780 - 1790 - 1800 - 1810 - 1820 - 1830 - 1840 |

Cet article présente les faits marquants de l'année 1815 en santé et médecine.

## Événements
- L’Apothecaries Act interdit aux gens non qualifiés la pratique de la médecine en Angleterre et au pays de Galles[1].

## Naissances
- 21 janvier : Horace Wells (mort en 1848), dentiste américain[2].
- 26 juillet : Robert Remak (mort en 1865), embryologiste, physiologiste et neurologue allemand[3].
- 4 août : Karl August Wunderlich (mort en 1877), médecin allemand[4].
- 13 septembre : Eugène Joseph Daviers (mort en 1871), médecin français

## Décès
- 5 mars : Franz-Anton Mesmer (né en 1734), médecin allemand, fondateur de la théorie du magnétisme animal, aussi connue sous le nom de mesmérisme[5].
- 10 avril : William Roxburgh (né en 1759), médecin et botaniste écossais[6].